# يحيى كمال بياتلي
يحيى كمال بياتلي (بالتركية: Yahya Kemal Beyatlı) (ولد في 2 ديسمبر 1884، اوسكوب - وتوفي في 1 نوفمبر 1958، إسطنبول) هو شاعر وكاتب وسياسي ودبلوماسي تركي. اسمه الاصلي احمد اجاه. يعد من أكبر ممثلي الشعر التركي في عهد الجمهورية. تولي مهمه الوصل بين الشعر الحديث مع الادب الديواني.وقد تم قبوله كواحد من اربع كتاب علم العروض في تاريخ الادب التركي وهم (توفيق فكرت ومحمد عاكف آرصوي واحمد هاشم). وفي شبابه عد كواحد من رؤساء ممثلي الأدب التركي الا انه الشاعر الذي لم ينشر له أي أثر. وقد تقلد مناصب برلمانية وبيروقراطية في الجمهورية التركية الحديثة.

## سيرته
ولد في اسكوب عام 1884.والدته؛ نبكايا هانم ابنة الشاعر المشهور لسكوفشالي عالي.ووالده؛ نجاتي بيه إبراهيم رأيس بلديه اسكوب في زمنه.اسمه الاصلي احمد جاه.تلقي تعليمه الأول في اسكوب وفي عام 1897 استقر مع عائلته في سلانيك.وقد ادي وفاه والدتة التي توفيت اصر اصابتها بمرض السل إلى التاثير عليه بحد كبير حيث انفصل عن عائلته بعد زواج والده للمره الثانية.ورغم ذهابه إلى اسكوب الا انه بعد فتره وجيزه عاد الي سلانيك.وقد كتب قصائده تحت مسمي الغموض  .وفي عام 1902 ذهب الي إسطنبول من اجل استكمال تعليمه الاعدادي.الا انه عندما لم يتمكن من الدراسة في اعدادي جلاتاسراي وكليه روبرت قيد في مدرسه الوفاء.وقضي شتاء هذا العام مع اقاربه المقيمين في إسطنبول.وقد بدأ بكتابه اشعارا في ثوره الفنون(وهو الادب التركي المعاصر) في كل من جريدتي الارتقاء والمعلومات مسنخدما اسم(اجاه كمال)كاسم مستعار له.ولقد تاثر بالروايات الفرنسيه التي كان يقراها كما تأثر بشباب الجون التركي .الا انه في عام 1903 ذهب إلى باريس هاربا من إسطنبول تحت ضغط السلطان عبد الحميد الثاني  ولكنه عاد الي إسطنبول مره اخري عام 1912.

### سنوات باريس
خلال اقامته في باريس تعرف على العديد من شباب الجون التركي أمثال (احمد رضا، سامي باشا زاده سيزاي، مصطفي فاضل باشا، برنس صباح الدين، عبد الله جودت، عبد الحق شيناسي حصار) وعلى الرغم من عدم معرفته أي شئ عن اللغة الفرنسيه الا انه تعلمها بشكل سريع جدا.وفى عام 1904 قيد في جامعه سربونا في قسم العلوم السياسيه.وتاثر كثيرا بالمؤرخ البرت سورت الذي تلقي منه الدروس في الجامعة.ومع حياته الدراسيه الا انه كان شغوفا بالمسرح بشكل كبير.وقد بحث كثير عن كتب التاريخ في المكتبات وكتب الاشعار الفرنسيه، ومن خلال تلك الابحاث اتضح له ان حرب ملاذكرد التي كانت عام 1071 تعد كبدايه للتاريخ التركي.وقد اخذت تلك الابحاث والانشطه الاجتماعيه من وقته الكثير فادي ذلك إلى عدم استطاعته اجتياز الاختبارات واضطر إلى تغير القسم متجها إلى كليه الاداب الا انه لم يستطيع أيضا التخرج من هذا القسم.وقد ادت اقامته في باريس خلال تسع اعوام إلى تغير كل من شخصيته وشاعريته ونظرته التاريخيه.

### العودة إلى إسطنبول
عاد إلى إسطنبول عام 1913.درس الادب والتاريخ في مدرسه درويش شفقه.وبعد فتره درس التاريخ الحضاري في مدرسه الواعظين.وقد اضطرب كثيرا لانفصال اسكوب ورومالى عن سيطره الدولة العثمانيه.ولقد تعرف على بعض الشخصيات امثال(زيا جوكالب، وتوفيق فكرت، ويعقوب قدري).وفى عام 1916 انضم إلى دار الفنون لتدريس تاريخ الحضارة بناء على توصيه زميله زيا جوكالب.وبعد ذلك درس أيضا الدروس التاريخيه عن كل من الادب الغربي والادب التركي .وقد كان احمد حامد طانينار الذي كان من اقرب اصدقأه حتي نهايه حياته يدرس أيضا في دار الفنون.ومع تقديمه للانشطه الصيفيه استمر أيضا في كتابه المقالات.كما كتب العديد من المقالات في جريده بيام تحت مسمي (محاسبه تحت شجار الصنبو) مستخدما مخلص سليمان نادي. ولاول مره في عام 1918 قام بنشر الاشعار التي الفها منذ عام 1910 في مجلة باسم المجموعة الجديدة، كما أصبح واحدا من رؤساء ممثلي الأدب التركي.

### المجلة المولوية
اسس المجلة المولويه بعد هدنه منداروس مصطحبا حوله شباب الهدنة.وقد تشارك معه في تأسيس هذه الجريده كل من احمد حامد طانبار، نور الله اتاشي، احمد قدسي تاجر، وعبد الحق شيناسي حصاري. منظومة الصوت هو الشعر الوحيد ليحي كمال المنشور في هذه الجريده والذ كان محل اهتمامه عن كثير من الاشعار، الا انه الف العديد من النثر في هذه الجريده.كما قد دعم بهذه المقالات النضال الوطني الذي استمر في الانضول.وقد سعي القوميون للحفاظ على الروح القويه في إسطنبول.بينما استمر هو في نشر المقالات في كل من جريدتي توحيد الفكر والامام.

### اللقاء بمصطفى كمال
عقب حرب التحرير اللتي اسفرت عن النصر للاتراك تم اختيار يحي كمال ضمن الوفد الذي ارسل من قبل دار الفنون لتهنئه مصطفي كمال بعد عودته من ازمير إلى بورصة .وقد رافقه مصطفي كمال اثناءذهابهما من بورصه إلى انقره.كما دعاه بالمجئ معه إلى انقره.وفي 19 يوليو عام 1922 في اجتماع لمدرسي مدرسة دار الفنون منح يحي كمال لقب الدكتوراه الفخرية إلى مصطفي كمال وتم قبول هذا الطلب بالاجماع.

### سنوات أنقرة
ذهب يحي كمال إلى انقرة في عام 1922، وكان محررا في جريده الحكم الوطني، وفي هذا العام أيضا عين مستشارا عن الوفد التركي في لقائات لوزان.وبعد عودته من لوزان عام 1923 تم اختياره كنائب عن اورفا في المجلس المحلى التركي المشترك في دورته الثانية. واستمر في البرلمانية حتى عام 1926.

### الوظائف الدبلوماسية
في عام 1926 تم تعينه سفيرا على فارسو بدلا من إبراهيم تالي انجوران.وفى عام 1930 ذهب إلى برمنكيذا باعتباره سفيرا على ليذبون.وقد منح لنفسه أيضا مهمة سفارة وسط آسيا. كما كان سفير الأدب الثاني الذي عين في مدريد حيث كان من قبله سامي باشا زاده سزامي سفيرا اولا للادب. كما قدوطد علاقته مع ملك إسبانيا الفونسو السابع .وفى عام 1932 انهي المهمة اللتى كلف بها في سفارة مدريد.

### إعادة الدخول إلى البرلمان التركي
عين يحي كمال نائبا على اورفا ولاول مره فيما بين اعوام 1923-1926 . وفي عام 1933 بعد عودته من مهمتهي الرسمية في مدريد انضم إلى الانتخابات البرلمانيه حيث اختير نائبا عن بوزجات عام 1934 .كما لقب بلقب (باياتلي) بعد قانون اللقب الذي اصدر في نفس هذا العام.وفي فترة الانتخابات الجديدة انضم إلى المجلس كنائبا عن تيكيرداغ. وفي عام 1943 اختير نائبا عن إسطنبول.وقد عاش خلال البرلمانية في بالس بانقرة.

### سفارة باكستان
في عام 1926 لم يتمكن يحي كمال من الدخول إلى الانتخابات، وقد أعلن استقلاليته من جديد. وفي عام 1947 عين سفيرا على باكيستان.وحتي سن التقاعد جعلوه يستمر في وظيفته كسفير على قاراتشاي - تشيركيسيا .وقد عاد الي وطنه عام 1949.

### سنوات التقاعد
وبعد تقاعده ذهب إلى زياره كل من ازمير، بورصه، كيري، مالانيا، ادانا، ومارسين وماحولهما.وخرج في رحله إلى كل من اتينا، القاهرة، بيروت، والشام، وطربلس الشام .واستقر في فندق بارك في إسطنبول واستمر حتي نهاية عمره مستقرا في هذا الفندق.وفى عام 1949 اعطي لنفسه هدية الانوني. وفي عام 1956 بدأ بنشر الاشعار اللتى الفها في جريدة الحرية مقدما شعرا كل اسبوع.وفى عام 1957 ذهب إلى باريس من اجل العلاج اثر اصابته بالتهابات الامعاء المختلفة. وبعد سنه في 1 نوفمبر عام 1958 فقد حياته في مستشفي جراح باشا في ودفن في قبر اشيان.

## بعد وفاته
لم ينشر يحي كمال أي من كتاباته في حياته، الا انه بعد وفاته قامت المؤرخه الادبيه الشاعرة ناهد سامي بانارلي في مركز يحي كمال الذي قد تم انشأه عقب وفاته. وفي عام 1962 تم افتتاح متحف يحي كمال في مدرسة مريزيفونلو كارا مصطفي باشا والموجودة في منطقه شارشي قابي.وفى عام 1968 انشأ حسين جزر تمثالا له وتم وضعه في حديقة ماشكا التي في إسطنبول.

## المفهوم الأدبي
هو الاسم الذي كونه بمهاره من مزج الشعر الغربي مع الشعر الديوانى وجعله مربوطا بمفهوم الشعر الخاص.وقد قدم العروض باللغة التركية بمهارة فائقة اما في الكتابات التي بوزن الهجا فقد ساهم فيها بشعر واحد فقط. وقد دافع عن مفهوم اللهجة البيضاء من خلال اظهار اهتمام ورعايه بصلاح النية كما كتب اشعاره بالكلمات المحتوية على مفاهيم الطبيعة والإخلاص.كما كان ممثلا للبرنسزمن في الادب التركي.وقد ادي عدم نشره لاي من اثاره بوصفه للشاعر عديم الاثر.

## مؤلفاته
- قبعه السماء (1961).
- برياح الشعر التركي (1962).
- المأثورات التركية برباعيات الخيام والرباعيات الرباعية(1963).

حول الادب.
- غزيزتي إسطنبول (1964).
- الجبال المائلة.
- مصاحبات التاريخ.
- الحكايات التاريخية.
- صور الادب والسياسة.
- طفولتى وشبابي وزكراياتي الادبيه والسياسيه.
- الرسائل والمقالات.
- الاشعار الخالده.
- بطاقه بريديه من يحي كمال إلى حبيبي والدي العزيز إسطنبول 1998.
- السفينة الصامتة خمسين عام: الرسائل الخاصة والمراسلات مع الذكري الخمسين ليحي كمال.
- شعر الربيع في قرية اران.

## روابط خارجية
- يحيى كمال بياتلي على موقع الموسوعة البريطانية (الإنجليزية)
- يحيى كمال بياتلي على موقع ميوزك برينز (الإنجليزية)
- يحيى كمال بياتلي على موقع ديسكوغز (الإنجليزية)